# Karl August Kopp
Karl August Kopp (* 17. August 1836 in Ettenheim; † 1. April 1897 in Heidelberg; katholisch) war ein seit 1862 im badischen Staatsdienst stehender Verwaltungsaktuar und Jurist.

## Familie
Karl Kopp war der Sohn des Apothekers Karl Kopp in Ettenheim und der Cäcilia geborene Anker. Er heiratete am 20. Juli 1868 Elise geborene Harlfinger (* 16. April 1846), Tochter des Bezirksförsters Harlfinger in Odenheim. Aus dieser Ehe entstammen fünf Kinder: Hans Hermann (* 21. November 1872), Eugenie (* 24. Juli 1874), Fritz Wolfgang (* 13. Februar 1876), Manfred Wilhelm (* 14. August 1879) und Otthilde Maria Elisabeth (* 31. Mai 1885).

## Ausbildung
Karl Kopp besuchte von 1846 bis 1850 die Höhere Bürgerschule Ettenheim und danach bis 1855 das Lyzeum Freiburg, wo er am 1. September 1855 das Abitur ablegte. Ab dem Wintersemester 1855/56 studierte er, unterbrochen durch ein Wintersemester 1857/88 an der Universität Heidelberg, an der Universität Freiburg Rechtswissenschaften bis 1859. 1856 wurde er Mitglied des Corps Rhenania Freiburg. 1857 schloss er sich dem Corps Suevia Heidelberg an.

## Laufbahn
- 4. Februar 1862 Volontär und Aktuar beim Amtsgericht Ettenheim
- 1. April 1862 Aktuar beim Amtsgericht Durlach
- 1. August 1863 bis Juli 1864 Volontär beim Amtsgericht Ettenheim
- 1. Juli 1864 bis Oktober 1864 Aktuar beim Amtsgericht Durlach
- 19. Oktober 1864 Amtsgehilfe beim Bezirksamt Waldshut und Gehilfe der Staatsanwaltschaft in Polizeisachen
- 31. August 1865 bestand er das zweite Staatsexamen und wurde Referendar und Amtsgehilfe beim Bezirksamt Säckingen und anschließend beim Bezirksamt Stockach
- Januar 1866 Sekretär im Archiv der zweiten Kammer des badischen Landtags
- 16. Juli 1866 Amtsgehilfe beim Bezirksamt Villingen, zwischenzeitlich Dienstverweser beim Bezirksamt Bühl und beim Bezirksamt Karlsruhe
- 24. April 1867 Amtsgehilfe beim Bezirksamt Kork und Dienstverweser beim Bezirksamt Eberbach
- 14. Juli 1867 Sekretär der zweiten Kammer des badischen Landtags
- März 1868 bis März 1871 Rechtsanwalt in Waldshut und Konstanz
- 23. April 1871 Amtmann beim Bezirksamt Überlingen
- 16. April 1872 Amtmann beim Bezirksamt Tauberbischofsheim
- 23. Mai 1874 Amtmann und Amtsvorstand beim Bezirksamt Bonndorf
- 8. Mai 1876 Amtmann beim Bezirksamt Bruchsal
- 9. Mai 1877 Amtmann und Amtsvorstand beim Bezirksamt Sinsheim und dort am 8. Mai 1878 zum Oberamtmann befördert
- 27. Juni 1882 Amtsvorstand beim Bezirksamt Staufen
- 9. Juni 1886 Amtsvorstand beim Bezirksamt Weinheim
- 3. März 1890 Amtsvorstand beim Bezirksamt Wiesloch
- 4. Juni 1890 Amtsvorstand beim Bezirksamt Ettlingen
- 21. Juni 1892 Kollegialmitglied beim Verwaltungsgerichtshof in Karlsruhe mit dem Titel Geheimer Regierungsrat
- 1. April 1897 in der Klinik in Heidelberg an Herzschlag gestorben

## Auszeichnungen
- 1884 Ritterkreuz 1. Klasse des Zähringer Löwen-Ordens
- 1896 Ritterkreuz 1. Klasse mit Eichenlaub des Zähringer Löwen-Ordens

## Werke (Auswahl)
- Der Bezirksrath, dessen Ernennung, Amtsthätigkeit, Befugnisse und Pflichten (...), Mannheim 1878
- Die Badische Volksschulgesetzgebung nebst den zum Vollzuge (...) erlassenen Vorschriften, Tauberbischofsheim 1874
- Der Badische Bürgermeister, ca. 1880
- Wörterbuch zum Nachschlagen der für das Großherzogtum Baden wichtigen Gesetze, Staatsverträge und Verordnungen, Emmendingen 1873
- Die Gewerbeordnung für das Deutsche Reich in der Fassung vom 1. Juli 1883 (...), Mannheim 1884